# Kadyrelite
La kadyrelite è un minerale.